# U2 (Wenen)
U2 is een metrolijn in de Oostenrijkse hoofdstad Wenen. De lijn werd eind augustus 1980 geopend toen een tramtunnel uit 1966, de Lastenstraßetunnel, tot metro was omgebouwd.

## Geschiedenis
Om het sterk groeiende wegverkeer ruim baan te geven besloot het Weense stadsbestuur in 1956 om tramlijn 18, die over de Wiedner Gürtel reed, ondergronds te leggen. In 1963 werd om dezelfde reden begonnen met de bouw van een tramtunnel onder de Lastenstraße voor de tramlijnen met de toevoeging 2 aan hun lijnletter. De trams van deze zogeheten Zweierlinie reden met ingang van 8 oktober 1966 door deze tunnel, die qua afmetingen al was voorbereid op een eventuele ombouw tot metro.

## Metro
Op 26 januari 1968 besloot de gemeenteraad tot de aanleg van een metronet in plaats van nog meer tramtunnels, de nadere uitwerking van het metronet, de U-Bahn-Netzvariante M uit 1970, laat de U2 zien als noord-zuidlijn bestaande uit de Lastenstraßetunnel met verlengingen naar het noorden en het zuiden. Het tracébesluit volgde de wens voor een ringlijn om het centrum en zodoende werd de U2 gevormd uit de Lastenstraßetunnel en het oostelijke deel (Schottentor - Ringturm) van de geplande zijtak (U4A) van de U4. In plaats van een kruisingsstation bij de Frankhplatz kwam er een krappe bocht tussen Rathaus en Schottentor ten noorden van de Lastenstraßetunnel. De helling aan de zuidkant bij de Getreidemarkt werd vervangen door een verlenging van de Lastenstraßetunnel tot de Karlsplatz.   
De lijn werd in 1980 geopend met zeven stations, waarvan vijf (Rathaus, Lerchenfelder Straße, Volkstheater, Mariahilfer Straße en Karlsplatz) in de Lastenstraßetunnel en was tot 10 mei 2008, met 3,6 km, de kortste van het net. De voorgeschiedenis als tramtunnel betekende dat de metrostellen niet langer waren dan 4 metrobakken. 

## U2/U4
Op 7 september 1981 werd de wens van een ringlijn om het centrum ingevuld door de lijn U2/U4 tussen Karlsplatz en Hietzing via Schottenring. Hiertoe werd de vertakking bij Schottenring gebruikt waarover metrostellen tussen de U2 en de U4 konden wisselen. Lijn U2/U4 reed om het centrum heen en deed de Karlsplatz twee keer aan, eenmaal als begin/eindpunt en eenmaal onderweg op de Wientallinie. Deze dienst werd al na drie weken gestaakt naar aanleiding van de verstoringen die ze veroorzaakte in de dienstuitvoering. Deze mislukte praktijkproef was de reden om het idee van vertakkingen los te laten. 

## Verlengingen

### Donaustadt
In de jaren 90 van de 20e eeuw werden mogelijke metroverbindingen naar Donaustadt onderzocht. De zuidelijke variant zou ten zuiden van Karlsplatz de in 1970 voorziene route van de U2 volgen en vanaf St. Marx de destijds voor de U3 voorziene route naar het oosten. De noordelijke variant zou vanaf Schottenring naar Praterstern lopen en vervolgens het tracé van de in 1970 geplande U1A, zijtak van U1, volgen. Beide varianten zouden de Donau te kruisen bij Donaumarina over de brug die in 1970 voor de U3 was voorzien. In februari 1998 werd besloten tot de bouw van de noordelijke variant. In 2008 werd het eerste deel van de verlenging ten oosten van het centrum in gebruik genomen, het tweede deel volgde in 2010 en het derde in 2013. Deze verlengingen waren aanleiding om de perrons in de Lastenstraßetunnel alsnog te verlengen tot 6 metrobakken. In verband met de geringe resterende afstand tussen Volkstheater en Lerchenfelder Straße, die voor de perronverlenging al slechts 250 meter van elkaar lagen, werd besloten om Lerchenfelder Straße te sluiten in plaats van het perron te verlengen. Aan het derde deel van de verlenging werd een station, An den alten Schanzen, in ruwbouw voltooid in vrijwel onbebouwd gebied. Dit station zal pas worden geopend als ook de geplande woonwijken worden gebouwd.

### Wenen Zuid
In 2007 werd besloten om de U2 met 4,6 km ten zuiden van de Karlsplatz te verlengen met 5 stations. In 2014 werd dit ingetrokken toen een geheel nieuwe zuidtak voor de U2 werd voorgesteld, deze wordt bij Rathaus onder de oude tramtunnel gelegd. De Lastenstraßetunnel uit 1966 wordt hergebruikt als onderdeel van de nieuwe lijn U5, de eerste automatische metro van Wenen. De niet gebouwde verlenging van de U2 ten zuiden van Karlsplatz is als mogelijke verlenging van U5 voorzien.
Op 8 oktober 2018 werd bij de Matzleinsdorfer Platz begonnen met de zuidtak van de lijn, die in 2027 geopend moet worden.
Op 28 mei 2021 werden de stations in de Lastenstraßetunnel gesloten om ze geschikt te maken voor de komst van de U5. Hierbij werd grootonderhoud gepleegd en werden de bestaande perrons voorzien van perrondeuren in verband met de toekomstige inzet van automatische metro's. De opening van de U5 staat gepland voor 2026, de opening van de zuidtak van de U2 voor 2027. Schottentor deed tussen 28 mei 2021 en 6 december 2024 dienst als westelijke eindpunt van lijn U2. Sindsdien rijdt de U2, in afwachting van de opening van de U5, weer door de Lastenstraßetunnel van en naar Karlsplatz.

## Stations
Deze lijst omvat de stations van de U2 zoals in 2014 is vastgesteld, zie U5 voor de stations in de Lastenstraßetunnel. 
| Station                  | Overstappunt                    | Foto * | Type                          | Geopend          | Ligging                        | District     |
| ------------------------ | ------------------------------- | ------ | ----------------------------- | ---------------- | ------------------------------ | ------------ |
| Wienerberg               |                                 | 900 !  |                               | verwacht 2027    | 48° 09′ 50″ NB, 16° 21′ 2″ OL  | Favoriten    |
| Gußriegelstraße          |                                 | 910 !  |                               | verwacht 2027    | 48° 09′ 60″ NB, 16° 21′ 31″ OL | Favoriten    |
| Matzleinsdorfer Platz    |                                 | 920 !  |                               | verwacht 2027    | 48° 10′ 48″ NB, 16° 21′ 29″ OL | Margareten   |
| Reinprechtsdorfer Straße |                                 | 930 !  |                               | verwacht 2027    | 48° 11′ 16″ NB, 16° 21′ 20″ OL | Margareten   |
| Pilgramgasse             |                                 | 940 !  | maaiveld                      | 26 oktober 1980  | 48° 11′ 33″ NB, 16° 21′ 16″ OL | Margareten   |
| Neubaugasse              |                                 | 950 !  | kuip                          | 4 september 1994 | 48° 11′ 55″ NB, 16° 21′ 3″ OL  | Mariahilf    |
| Rathaus                  |                                 | 980 !  | ondiep gelegen zuilenstation  | 30 augustus 1980 | 48° 12′ 37″ NB, 16° 21′ 19″ OL | Innere Stadt |
| Schottentor              |                                 | 1000 ! | ondiep gelegen zuilenstation  | 30 augustus 1980 | 48° 12′ 52″ NB, 16° 21′ 43″ OL | Innere Stadt |
| Schottenring             |                                 | 1010 ! | ondiep gelegen zuilenstation  | 3 april 1978     | 48° 13′ 1″ NB, 16° 22′ 17″ OL  | Leopoldstadt |
| Taborstraße              |                                 | 1020 ! | dubbelgewelfdstation          | 10 mei 2008      | 48° 13′ 9″ NB, 16° 22′ 52″ OL  | Leopoldstadt |
| Wien Praterstern         | S1, S2, S3, S4, S7, S8, S9, S15 | 1030 ! | ondiep gelegen zuilenstation  | 28 februari 1981 | 48° 13′ 5″ NB, 16° 23′ 31″ OL  | Leopoldstadt |
| Messe-Prater             |                                 | 1180 ! | kuip                          | 10 mei 2008      | 48° 13′ 4″ NB, 16° 24′ 18″ OL  | Leopoldstadt |
| Krieau                   |                                 | 1190 ! | viaductstation                | 10 mei 2008      | 48° 12′ 53″ NB, 16° 24′ 50″ OL | Leopoldstadt |
| Stadion                  |                                 | 1200 ! | viaductstation                | 10 mei 2008      | 48° 12′ 38″ NB, 16° 25′ 13″ OL | Leopoldstadt |
| Donaumarina              |                                 | 1210 ! | viaductstation                | 2 oktober 2010   | 48° 12′ 23″ NB, 16° 25′ 54″ OL | Leopoldstadt |
| Donaustadtbrücke         |                                 | 1220 ! | viaductstation                | 2 oktober 2010   | 48° 12′ 42″ NB, 16° 25′ 26″ OL | Donaustadt   |
| Wien Stadlau             | S8,S9,S80                       | 1230 ! | viaductstation                | 2 oktober 2010   | 48° 13′ 20″ NB, 16° 26′ 56″ OL | Leopoldstadt |
| Hardeggasse              |                                 | 1240 ! | viaductstation                | 2 oktober 2010   | 48° 13′ 15″ NB, 16° 27′ 28″ OL | Donaustadt   |
| Donauspital              |                                 | 1250 ! | viaductstation                | 2 oktober 2010   | 48° 13′ 10″ NB, 16° 27′ 58″ OL | Donaustadt   |
| Aspernstraße             |                                 | 1260 ! | viaductstation                | 2 oktober 2010   | 48° 13′ 22″ NB, 16° 28′ 31″ OL | Donaustadt   |
| An den alten Schanzen    |                                 | 1270 ! | spookstation (viaductstation) | ruwbouw          | 48° 13′ 43″ NB, 16° 28′ 43″ OL | Donaustadt   |
| Hausfeldstraße           |                                 | 1280 ! | viaductstation                | 5 oktober 2013   | 48° 14′ 0″ NB, 16° 29′ 8″ OL   | Donaustadt   |
| Wien Aspern Nord         |                                 | 1290 ! | maaiveld                      | 5 oktober 2013   | 48° 14′ 4″ NB, 16° 30′ 16″ OL  | Donaustadt   |
| Seestadt                 |                                 | 1300 ! | viaductstation                | 5 oktober 2013   | 48° 13′ 35″ NB, 16° 30′ 30″ OL | Donaustadt   |

* De sorteerwaarde van de foto is de ligging langs de lijn